# Рејвен (Вирџинија)
Рејвен (енгл. Raven) насељено је место без административног статуса у америчкој савезној држави Вирџинија.

## Демографија
По попису из 2010. године број становника је 2.270, што је 323 (-12,5%) становника мање него 2000. године.
| Група             | 2000.         | 2010.         |
| Белци             | 2.551 (98,4%) | 2.226 (98,1%) |
| Афроамериканци    | 1 (0,0%)      | 6 (0,3%)      |
| Азијати           | 0 (0,0%)      | 0 (0,0%)      |
| Хиспаноамериканци | 20 (0,8%)     | 7 (0,3%)      |
| Укупно            | 2.593         | 2.270         |